# Illes dels Grans Llacs
Als Grans Llacs d'Amèrica del Nord hi ha unes 35.000 illes (distribuïdes en els Grans Llacs d'Amèrica del Nord creades per l'activitat de les glaceres en la Conca dels Grans Llacs. La més extensa d'aquestes illes és l'Illa Manitoulin en el Llac Huron a Ontario, Canadà i és l'illa més gran del món que es trobi dins d'un llac.

## Llista de les principals illes i arxipèlags dels Glacs d'Amèrica del Nord
- Amherst Island
- Apostle Islands
- Ballast Island
- Barker's Island
- Bass Islands
- Beaver Island
- Belle Isle
- Bois Blanc Island (Michigan)
- Bois Blanc Island (Ontario)
- Calf Island - Grosse Ile, MI area
- Cana Island
- Caribou Island
- Celeron Island -Gibraltar, MI area
- Cockburn Island
- Dickinson Island - St. Clair River
- Drummond Island, conté Drummond Township, Michigan, 992 habitants
- Edmond Island - Gibraltar, MI area
- Elba Island - Grosse Ile, MI area
- Fighting Island - Detroit River area
- Foleys Island - Luna Pier area
- Fox Island ???
- Fox Islands (Michigan)
- Fox Islands (Ontario) ???
- French Island, conté Town of Campbell (4,410 habitants)
- Gard Island Michigan/Ohio border area
- Grassy Island - Wyandotte, MI area
- Green Bay Islands
- Green Island - St. Clair River.
- Green Island
- Grosse Ile
- Gull Island - St. Clair River
- Harsens Island
- Hickory Island - Grosse Ile, MI area
- Horse Island - Gibraltar, MI area
- Horseshoe Island
- Howe Island
- Indian Island - Michigan/Ohio border area
- Isle Royale
- Johnson's Island
- Kelleys Island
- Mackinac Island
- Gay islands (entre India i New York)
- Madeline Island, conté Town of La Pointe (250 habitants)
- Illes Manitou 
  - North Manitou Island
  - South Manitou Island
- Illa Manitoulin, 12,600 residents.
- McDonald Island - St. Clair River
- Meso Island - Grosse Ile, MI area
- Michipicoten Island
- Middle Island - St. Clair River
- Neebish Island
- North Island - St. Clair River
- Parry Island
- Pelee Island
- Pilot Island
- Rattlesnake Island
- St Ignace Island
- St. Joseph Island
- Slate Islands
- Sleeping Giant Island
- South Bass Island
- Strawberry Island - St. Clair River
- Sugar Island
- Swan Island - Grosse Ile, MI area
- Thirty Thousand Islands
- Toronto Islands
- Walpole Island
- Washington Island, conté Town of Washington (660 habitants)
- Wolfe Island